# Episodi di Futurama (prima stagione)
La prima stagione della serie animata Futurama, composta da tredici episodi, è andata in onda originariamente negli Stati Uniti d'America dal 28 marzo all'11 novembre 1999 su Fox. La versione italiana è stata trasmessa su Italia 1 dal 6 gennaio al 14 novembre 2000. Questa stagione è stata replicata nel formato 16:9 in pillarbox prima su Italia 2 e poi su Italia 1.
| N° | Codice di produzione | Titolo                       | Titolo originale             | Prima TV USA      | Prima TV Italia  |
| -- | -------------------- | ---------------------------- | ---------------------------- | ----------------- | ---------------- |
| 1  | 1ACV01               | Pilota spaziale 3000         | Space Pilot 3000             | 28 marzo 1999     | 6 gennaio 2000   |
| 2  | 1ACV02               | La serie è atterrata         | The Series Has Landed        | 4 aprile 1999     | 6 gennaio 2000   |
| 3  | 1ACV03               | Io, coinquilino              | I, Roommate                  | 6 aprile 1999     | 7 ottobre 2000   |
| 4  | 1ACV04               | L'amore perduto nello spazio | Love's Labours Lost in Space | 20 aprile 1999    | 12 ottobre 2000  |
| 5  | 1ACV05               | Paura del pianeta robot      | Fear of a Bot Planet         | 20 aprile 1999    | 12 ottobre 2000  |
| 6  | 1ACV06               | Per un pesce di dollari      | A Fishful of Dollars         | 27 aprile 1999    | 14 ottobre 2000  |
| 7  | 1ACV07               | I miei tre soli              | My Three Suns                | 4 maggio 1999     | 17 ottobre 2000  |
| 8  | 1ACV08               | Palla di immondizia          | A Big Piece of Garbage       | 11 maggio 1999    | 19 ottobre 2000  |
| 9  | 1ACV09               | Un viaggio infernale         | Hell Is Other Robots         | 18 maggio 1999    | 21 ottobre 2000  |
| 10 | 1ACV10               | Un volo da ricordare         | A Flight to Remember         | 26 settembre 1999 | 24 ottobre 2000  |
| 11 | 1ACV11               | Università marziana          | Mars University              | 3 ottobre 1999    | 26 ottobre 2000  |
| 12 | 1ACV12               | Attacco alieno               | When Aliens Attack           | 7 novembre 1999   | 28 ottobre 2000  |
| 13 | 1ACV13               | Gusto a sorpresa             | Fry and the Slurm Factory    | 11 novembre 1999  | 14 novembre 2000 |

## Pilota spaziale 3000
- Sceneggiatura: Matt Groening e David X. Cohen
- Regia: Rich Moore e Gregg Vanzo
- Messa in onda originale: 28 marzo 1999
- Messa in onda italiana: 6 gennaio 2000

Un fattorino portapizza di nome Fry si trova a consegnare una pizza in un centro criogenico, il 31 dicembre 1999. Per errore cade in una camera di ibernazione risvegliandosi 1000 anni dopo. Qui fa la conoscenza di Leela, impiegata nel centro criogenico e del robot con tendenze suicide Bender. Insieme a loro si mette alla ricerca di un lavoro trovandolo da un suo pro-pro-pronipote. il professor Farnsworth, uno scienziato pazzo che dirige la ditta di spedizioni spaziali Planet Express.
- Sottotitolo iniziale: IN COLOR (ediz. TV) / A COLORI (ediz. DVD)
- Guest star: Dick Clark (voce di se stesso) e Leonard Nimoy (voce di se stesso).
- Peculiarità: Si scoprirà in seguito che la caduta di Fry non è stata accidentale, ma è stata provocata volontariamente da Mordicchio.

## La serie è atterrata
- Sceneggiatura: Ken Keeler
- Regia: Peter Avanzino
- Messa in onda originale: 4 aprile 1999
- Messa in onda italiana: 6 gennaio 2000

Fry, Leela e Bender fanno conoscenza col resto dei dipendenti della Planet Express, il burocrate Hermes, Amy e il Dr. Zoidberg. La loro prima missione è la consegna di un pacco su un parco di divertimenti costruito sulla luna. Fry però non resiste alla tentazione di fare un giro sul satellite, e si avventura sul suolo lunare con Leela e Bender e riusciranno a trovare il luogo dove approdò Neil Armstrong.
- Sottotitolo iniziale: IN IPNOVISIONE
- Guest star: Lauren Tom, Phil LaMarr e Maurice LaMarche.

## Io, coinquilino
- Sceneggiatura: Eric Horsted
- Regia: Bret Haaland
- Messa in onda originale: 6 aprile 1999
- Messa in onda italiana: 7 ottobre 2000

Fry viene sfrattato dagli uffici della Planet Express, dove si era accampato provvisoriamente non avendo una casa. Troverà alloggio da Bender, ma la scomodità degli appartamenti da robot lo porterà in breve a un esaurimento nervoso. Fry inizia a cercare una nuova casa adatta alle esigenze umane, ma ha paura di ferire i sentimenti del suo amico robot abbandonandolo. Infine Fry dopo aver capito del dolore provato dal suo amico, decide di tornare a casa di Bender vivendo nel suo ripostiglio che scopre essere molto più grande dell'appartamento vero e proprio.
- Sottotitolo iniziale: COME VISTO IN TV
- Guest star: Lauren Tom, Phil LaMarr e Maurice LaMarche.

## L'amore perduto nello spazio
- Sceneggiatura: Brian Kelley
- Regia: Brian Sheesley
- Messa in onda originale: 13 aprile 1999
- Messa in onda italiana: 10 ottobre 2000

Fry, Leela e Bender vengono mandati in missione su Vergon 6 (pianeta minerario che era fatto quasi completamente di materia oscura, carburante molto importante per il funzionamento dei razzi, ma estratto fino allo svuotamento del pianeta perdendo così gran parte della sua massa) per salvare la fauna locale, in pericolo per l'imminente implosione del pianeta. La loro missione è ostacolata dal vanitoso capitano Zapp Brannigan, che per impedire il salvataggio mette in cella i tre inviati della Planet Express, accusati di violare il regolamento interplanetario. Zapp però si innamora di Leela, e la invita a cena tentando di sedurla. Dopo vari tentativi infruttuosi riesce a impietosire Leela con le lacrime e passa la notte assieme a lei. La mattina dopo Branningan permette la partenza della navicella verso Vergon 6 dove i tre inviati della Planet Express riescono a reperire tutti gli animali della lista con in più un piccolo animaletto nero che Leela decide di adottare chiamandolo Mordicchio. L'apparentemente innocuo Mordicchio invece si rivelerà un predatore, sbranando tutti gli altri animali stipati nell'astronave. Scoperta la strage, Leela si lascia impietosire dallo sguardo di Mordicchio e decide di tenerlo comunque come animale da compagnia.
- Sottotitolo iniziale: presentato con C.C. (CONTROLLO CERVELLO) dove disponibile (ediz. TV) / IN CONTROLLO CEREBRALE SE DISPONIBILE (ediz. DVD)
- Guest star: Lauren Tom, Phil LaMarr e Maurice LaMarche.

## Paura del pianeta robot
- Sceneggiatura: Evan Gore e Heather Lombard
- Regia: Peter Avanzino, Carlos Baeza, Ashley Lenz e Chris Sauve
- Messa in onda originale: 20 aprile 1999
- Messa in onda italiana: 12 ottobre 2000

La ciurma della Planet Express deve fare una consegna su Chapek 9, pianeta abitato da soli robot e su cui gli umani sono fuorilegge. La consegna viene effettuata da Bender, che però non fa ritorno all'astronave ma invia un messaggio in cui chiede aiuto a Fry e Leela perché è stato imprigionato con l'accusa di simpatizzare per gli umani. Fry e Leela decidono di scendere sul pianeta a salvarlo, ma vengono scoperti e processati. Riusciranno a scappare grazie all'aiuto di Bender, che in realtà non si era mai trovato in pericolo.
- Sottotitolo iniziale: con NUDITÀ ALIENA GRATUITA (ediz. TV) / CON NUDITÀ ALIENA INUTILE (ediz. DVD)
- Guest star: Phil LaMarr, Maurice LaMarche, David Herman e Tom Kenny.

## Per un pesce di dollari
- Sceneggiatura: Ron Hughart e Gregg Vanzo
- Regia: Brian Sheesley
- Messa in onda originale: 27 aprile 1999
- Messa in onda italiana: 14 ottobre 2000

Fry scopre che il suo vecchio conto in banca, grazie ai mille anni di interessi accumulati, è diventato milionario. Fry inizia a sperperare le sue ricchezze, in particolare compra a una cifra folle l'ultima confezione di acciughe sott'olio disponibile sulla terra (dato che si sono estinte nel 2200), superando il rilancio della potente produttrice di olio per robot Mamma. Mamma, interessata alla scatoletta perché può trarre una quantità enorme di olio per robot a partire dal DNA del pesce, non si dà per vinta e cerca in ogni modo di entrarne in possesso ma fallirà e dopo tante peripezie così la scatola rimarrà in possesso di Fry che la userà per preparare una pizza alle acciughe.
- Sottotitolo iniziale: CARICAMENTO... (ediz. TV) / INSTALLAZIONE IN CORSO (ediz. DVD)
- Guest star: Pamela Anderson (voce di se stessa), Phil LaMarr, Maurice LaMarche, David Herman e Lauren Tom.

## I miei tre soli
- Sceneggiatura: Jeffrey Linch e Kevin O'Brien
- Regia: J. Stewart Burns
- Messa in onda originale:
- Messa in onda italiana: 17 ottobre 2000

Bender, non avendo ancora un ruolo ufficiale nella Planet Express, decide di diventare cuoco di bordo, per spirito di emulazione verso il famoso cuoco alieno Elzar, ma i risultati sono disastrosi. Nel frattempo la Planet Express, con il nuovo cuoco di bordo, parte per consegnare un pacco sul misterioso pianeta Trisol, abitato da alieni liquidi. Durante la consegna del pacco, Fry trova una bottiglia piena d'acqua e la beve, scoprendo poco dopo di aver bevuto l'imperatore del pianeta. Secondo le usanze dei Trisoliani ora il ruolo di imperatore spetta a lui. Durante la cerimonia di incoronazione però si scopre che il vecchio imperatore non è morto, ma è vivo all'interno dello stomaco di Fry e da lì chiede al suo popolo di farlo tornare in libertà aprendo la pancia a Fry. Fry allora fugge nella sala del trono assieme a Leela e Bender cercando un modo per far uscire l'ex-imperatore dal suo corpo senza conseguenze fisiche. Non trovando soluzione scoppia a piangere, e dalle sue lacrime riprende forma l'imperatore Trisoliano che gli concede di partire indenne.
- Sottotitolo iniziale: PROIETTATO IN VISIONE SFOCATA (PER SBRONZI) (ediz. TV) / IN DOPPIAVISIONE (SE UBRIACO) (ediz. DVD)
- Guest star: Phil LaMarr, Maurice LaMarche, Lauren Tom e David Herman.

## Palla di immondizia
- Sceneggiatura: Lewis Morton
- Regia: Susie Dietter
- Messa in onda originale: 11 maggio 1999
- Messa in onda italiana: 19 ottobre 2000

Durante un congresso scientifico tenuto dal famoso inventore Ron Popeil, il Professor Farnsworth inventa lo Sniffoscopio, una sofisticata apparecchiatura in grado di captare gli odori dello spazio. L'invenzione viene inizialmente derisa, ma gli altri inventori cambieranno idea quando lo sniffoscopio individuerà una puzzolente palla di spazzatura spedita in orbita nel XX secolo, che ora sta per tornare al mittente scontrandosi con la terra. L'equipaggio della Planet Express parte per distruggerlo piazzando bombe su di esso, ma la missione fallisce. Sarà Fry a salvare la terra spiegando ai newyorkesi del XXX secolo come costruire una seconda palla di spazzatura identica alla prima da lanciare in orbita per respingere il pericoloso asteroide-rifiuto.
- Sottotitolo iniziale: GLI ABITI DEL SIGNOR BENDER SONO DI ROBOTANY 500 (ediz. TV) / GUARDAROBA DI BENDER DI ROBOTANY 500 (ediz. DVD)
- Guest star: Ron Popeil (voce di se stesso) e Nancy Cartwright (voce del pupazzo di Bart Simpson).

## Un viaggio infernale
- Sceneggiatura: Erik Kaplan
- Regia: Rich Moore
- Messa in onda originale: 18 maggio 1999
- Messa in onda italiana: 21 ottobre 2000

Durante un concerto dei Beastie Boys Bender incontra il suo vecchio amico Fender, che lo inizia alla dipendenza da sovraccarichi elettrici (una droga per i robot). Per uscire dalla dipendenza Bender si iscrive alla setta di Robotology, cambiando completamente carattere e diventando profondamente religioso. Fry e Leela decidono di far rinsavire Bender e lo portano a Atlantic City per metterlo di fronte alle tentazioni della vecchia vita: alcool, fumo, gioco d'azzardo e pornografia. Bender cede facilmente e torna quello di un tempo rinnegando i simboli della sua vecchia religione, ma la notte stessa arriverà il Robodiavolo spiegandogli che a causa del contratto firmato con Robotology è costretto ad andare all'inferno con lui per essere punito dei suoi peccati. Saranno Fry e Leela a trovare l'ingresso per l'inferno dei robot e a salvare Bender dalla condanna eterna.
- Sottotitolo iniziale: CONDANNATO DAL PAPA SPAZIALE
- Guest star: Mike Diamond, Adam Horovitz, Adam Yauch (voci di se stessi) e Dan Castellaneta (voce del Robodiavolo).

## Un volo da ricordare
- Sceneggiatura: Eric Horsted
- Regia: Peter Avanzino
- Messa in onda originale: 26 settembre 1999
- Messa in onda italiana: 24 ottobre 2000

Tutta la ciurmaglia della Planet Express presenzia al viaggio inaugurale della lussuosa astronave da crociera Titanic, e nascono nuovi amori: Bender conosce una ricca contessina robotica, Fry tenta di provarci con Leela e Kif, il sottoposto di Zapp Brannigan, si strugge inutilmente per Amy. Quando l'inettitudine di Brannigan causa l'avvicinamento del Titanic a un buco nero Kif verrà frettolosamente eletto capitano e dovrà cercare di sistemare tutto. Nel frattempo Bender è intento in una storia d'amore con la contessa De La Roca, un'evidente parodia del film Titanic.
- Sottotitolo iniziale: GIRATO IN LOCO (ediz. TV) / GIRATO IN ESTERNI (ediz. DVD)
- Guest star: Dawn Lewis (voce di LaBarbara Conrad), Maurice LaMarche, Lauren Tom, Phil LaMarr e Ted Lange (voce del robot barista iZac, non accreditato).
- Peculiarità: l'episodio cita molto spesso il film Titanic di James Cameron.

## Università marziana
- Sceneggiatura: J. Stewart Burns
- Regia: Bret Haaland
- Messa in onda originale: 3 ottobre 1999
- Messa in onda italiana: 26 ottobre 2000

Fry si iscrive all'Università di Marte, ma nonostante corsi di studio basati sulla vita nel XX secolo i suoi voti sono sempre un disastro; per punizione il professore gli affianca Guenter, una scimmia super-intelligente risultato di un suo esperimento, come compagno di stanza. Guenter ha molto più successo di Fry nella vita da college, ma ben presto il peso della sua intelligenza lo farà impazzire. Intanto Bender diventa amico di una confraternita di robot nerd e cerca di farli diventare "fichi" sbirciando in camere femminili.
- Sottotitolo iniziale: TRASMESSO IN MARZIANO Prossimamente
- Guest star: Tress MacNeille (voce di Guenter), Lauren Tom (voce di Chrissy) e David Herman (voce di Meiderneyer/Fat-Bot/rettore Vernon).
- Peculiarità: Molte scene, come quella in cui Bender cade dalla scala mentre spia il dormitorio femminile, la fraternità robotica che combina guai in continuazione e viene messa sotto libertà vigilata, la competizione fra le varie fratellanze e la parata finale, sono ispirate al famoso film commedia Animal House.
- Curiosità: In un punto dell'episodio, Guenter mostra a Fry il numero di telefono ottenuto da una ragazza, probabile riferimento ad una simile scena del film Will Hunting - Genio ribelle.

## Attacco alieno
- Sceneggiatura: Ken Keeler
- Regia: Brian Sheesley
- Messa in onda originale: 7 novembre 1999
- Messa in onda italiana: 28 ottobre 2000

Gli abitanti di Omicron Perseo 8 seguono i programmi TV terrestri 1000 anni dopo la loro messa in onda. Fry nel 1999 danneggiò il trasmettitore e così l'ultimo episodio della famosa serie televisiva L'avvocatessa single (ispirata ad Ally McBeal) non venne mai mandato in onda. Liure, regnante di Omicron Perseo 8, sbarca sulla Terra con una flotta di astronavi, minacciando di distruggere mezzo mondo se quell'episodio non sarà trasmesso. A quel punto ai membri della Planet Express non resta che girare la loro personale versione del telefilm con un finale altrettanto alternativo...
- Sottotitolo iniziale: PRODOTTO ORGOGLIOSAMENTE SULLA TERRA
- Guest star: Lauren Tom, Maurice LaMarche e Phil LaMarr.
- Curiosità: Durante il primo contatto con gli alieni una delle navicelle distrugge una riproduzione della Casa Bianca di Washington, ricordando una scena del film Independence Day. Nei fotogrammi successivi della puntata la stessa sorte tocca alle riproduzioni delle statue Moai, altra probabile citazione ma stavolta dal film Mars Attacks!, che racconta sempre di un'invasione aliena.

## Gusto a sorpresa
- Sceneggiatura: Lewis Morton
- Regia: Ron Hughart
- Messa in onda originale: 14 novembre 1999
- Messa in onda italiana: 14 novembre 2000

Fry vince un concorso che gli consente di visitare la fabbrica dove viene prodotto lo Slurm assieme ad altri fortunati: tuttavia la gita si trasforma in un incubo quando accidentalmente lui e i suoi amici della Planet Express scoprono come viene prodotta in realtà la bibita, e i responsabili tentano di eliminarli. È ispirato al film Willy Wonka e la fabbrica di cioccolato (1971), nonché al film 2022: i sopravvissuti (1973).
- Sottotitolo iniziale: IN DIRETTA DA OMICRON PERSEO 8 (ediz. TV) / IN DIRETTA DA OMICRON PERSEI 8 (ediz. DVD)
- Guest star: Pamela Anderson (voce di Dixie), Tress MacNeille, David Herman, Lauren Tom, Maurice LaMarche e Phil LaMarr.